# Green Hammerton
Green Hammerton est un village et une paroisse civile du Yorkshire du Nord, en Angleterre. Il est situé sur l'A59, à 16 km à l'ouest de York. La population comptait 994 habitants en 2021.

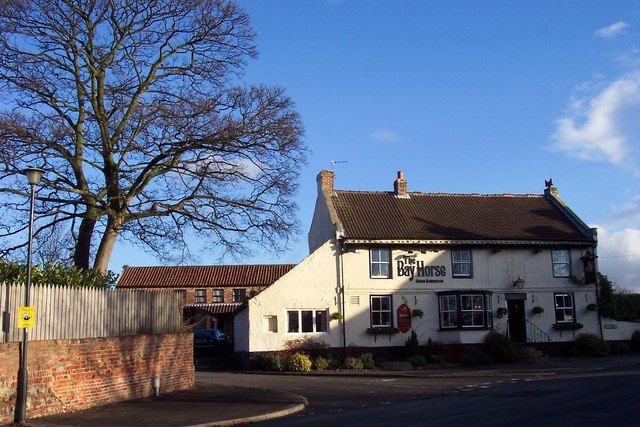
Le Bay Horse Inn à Green Hammerton.

## Personnalité liée à Green Hammerton
- Le Dr John Hughlings Jackson (1835-1911) est né à Providence Green à Green Hammerton.